# ندای گرگ
ندای گرگ (به فرانسوی: Le Chant du loup) یک فیلم زیردریایی و دلهره‌آور فرانسوی به کارگردانی و نویسندگی آنتونین بودری است که در سال ۲۰۱۹ منتشر شد. این فیلم در مورد اپراتور سونار زیردریایی است که باید از حس شنوایی درخشان خود برای ردیابی یک زیردریایی موشک بالستیک فرانسوی و پایان دادن به تهدید جنگ هسته‌ای استفاده کند.

## داستان
طی یک اقدام زیرکانه یک زیردریایی ناشناس اقدام به پرتاب یک موشک هسته ای از داخل آب‌های روسیه می‌نماید. شواهد حاکی از این است که این موشک از طرف یک زیردریایی روسی به سمت فرانسه پرتاب شده؛ بنابراین رئیس‌جمهور فرانسه دستور یک پاسخ فوری را صادر می‌کند. یکی از پیشرفته‌ترین زیردریایی‌های فرانسه با نام «مخوف» دست بکار می‌شود تا یک موشک هسته ای را از یک مختصات پنهانی پرتاب نماید اما طبق قانون، خدمه این زیردریایی دستور دارند که در طی فرایند پرتاب موشک تمامی ارتباطات رادیویی خود را با محیط بیرون قطع نمایند. در این حین سران ارتش متوجه می‌شوند که موشک روسی حامل کلاهک هسته‌ای نبوده و این یک اقدام فریبکارانه از سمت یک گروه مخفی می‌باشد. حال باید راهی برای لغو پرتاب موشک هسته ای از زیردریایی خود پیدا کنند.

## بازیگران
- فرانسوا سیویل
- عمر سی
- متیو کاسوویتس
- رضا کاتب

## تولید
برخی از صحنه‌های فیلم در زیردریایی‌های واقعی فرانسوی فیلمبرداری شده‌است.

## پاسخ انتقادی
در جمع‌آوری نقد راتن تومیتوز، این فیلم بر اساس ۱۳ نقد، با میانگین امتیاز ۶٫۱ از ۱۰، دارای ۸۵ درصد محبوبیت است. اجماع انتقادی این سایت می‌گوید: «ندای گرگ یک اکشن-هیجان‌انگیز کلاسیک زیردریایی است که شما را در لبه صندلی‌تان نگه می‌دارد».